# Dean Norris
Dean Joseph Norris (South Bend, Indiana, 8 de abril de 1963) é um ator norte-americano, mais conhecido por atuar como um agente da DEA, Hank Schrader na série Breaking Bad da AMC (2008-2013) e como James "Big Jim" Rennie na série Under the Dome (2013-2015). Ele também apareceu em filmes como Máquina Mortífera 2 (1989), Total Recall (1990), Terminator 2: Judgment Day (1991), Tropas Estelares (1997), Little Miss Sunshine (2006) e Evan Almighty (2007).

## Início da vida
Norris nasceu no meio-oeste americano, filho de Jack, dono de uma loja de móveis, e Rosie Norris. Ele tem quatro irmãs. Norris se formou na Clay High School em 1981. Ele foi graduado em 1985 no Harvard College, onde se formou em estudos sociais e também frequentou a Royal Academy of Dramatic Art.

## Carreira
Norris estrelou em Tremors: The Series e no filme Without Limits. Ele teve como convidado em outras séries de televisão, incluindo NYPD Blue, The X-Files, The West Wing, e Lost, e já apareceu em filmes como Gattaca e Terminator 2: Judgment Day. Norris é mais conhecido por seu papel como o agente Hank Schrader na DEA, Breaking Bad, que participou a partir do episódio piloto em 2008 até sua última temporada em 2013. Ele estrelou a série da CBS chamada Under the Dome, baseada no livro homônimo de Stephen King.

## Vida pessoal
Norris vive com sua esposa Bridget e seus cinco filhos em Temecula, Califórnia.

## Filmografia

### Filmes
| Ano  | Título                                | Papel                  |
| ---- | ------------------------------------- | ---------------------- |
| 1985 | Blind Alleys                          | Peter Brockway         |
| 1988 | Leap of Faith                         | Richard                |
| 1988 | Police Story: Gladiator School        | Ralph Thomas           |
| 1989 | Police Academy 6: City Under Siege    | Cop                    |
| 1989 | Disorganized Crime                    | Deputy Joe             |
| 1989 | Lethal Weapon 2                       | Tim Cavanaugh          |
| 1990 | Montana                               | Foreman                |
| 1990 | When You Remember Me                  | Bill                   |
| 1990 | Hard to Kill                          | Det. Sgt. Goodhart     |
| 1990 | Total Recall                          | Tony                   |
| 1990 | Gremlins 2: The New Batch             | SWAT team leader       |
| 1990 | Desperate Hours                       | Maddox                 |
| 1991 | Terminator 2: Judgment Day            | SWAT team leader       |
| 1991 | Murderous Vision                      | Lt. Martin             |
| 1991 | Locked Up: A Mother's Rage            | Mike                   |
| 1992 | Till Death Us Do Part                 | Matt Hobert            |
| 1992 | Secrets                               | Henderson              |
| 1992 | The Lawnmower Man                     | The director           |
| 1993 | The Firm                              | Squat man              |
| 1993 | Barbarians at the Gate                | Scientist              |
| 1993 | Full Eclipse                          | Fleming                |
| 1994 | Lakota Woman: Siege at Wounded Knee   | Red Arrow              |
| 1994 | Jailbait                              | Hershiser              |
| 1994 | Playmaker                             | Det. Marconi           |
| 1994 | The Last Seduction                    | Shep                   |
| 1995 | Safe                                  | Mover                  |
| 1995 | Money Train                           | Guard                  |
| 1995 | In the Line of Duty: Hunt for Justice | Levasseur              |
| 1996 | Innocent Victims                      | Frank Sarezin          |
| 1996 | It Came from Outer Space II           | Dave Grant             |
| 1996 | Seduced by Madness                    | Det. Pike              |
| 1996 | Forgotten Sins                        | Det. Carl Messenger    |
| 1996 | Death Benefit                         | Rod Montgomery         |
| 1996 | After Jimmy                           | Ray Johnson            |
| 1997 | Gattaca                               | Beat cop               |
| 1997 | Starship Troopers                     | Commanding officer     |
| 1997 | Riot                                  | Kalena                 |
| 1998 | On the Line                           | Manny Denikolas        |
| 1998 | The Negotiator                        | Scott                  |
| 1998 | Without Limits                        | Dellinger              |
| 1999 | Sonic Impact                          | Agent McGee            |
| 2000 | 3 Strikes                             | Officer Robert         |
| 2000 | The Cell                              | Cole                   |
| 2001 | The One                               | Sgt. Siegel            |
| 2005 | American Gun                          | Terrence               |
| 2005 | Mrs. Harris                           | Sporting goods clerk   |
| 2006 | Little Miss Sunshine                  | State Trooper McCleary |
| 2007 | Evan Almighty                         | Officer Collins        |
| 2007 | The Heartbreak Kid                    | Jodi's father          |
| 2008 | Linewatch                             | Warren Kane            |
| 2010 | How Do You Know                       | Tom                    |
| 2011 | Prom                                  | Frank Prescott         |
| 2012 | Get the Gringo                        | Bill                   |
| 2013 | The Frozen Ground                     | Sgt. Lyle Haugsven     |
| 2013 | Small Time                            | Ash Martini            |
| 2013 | The Counselor                         | The Buyer              |
| 2014 | Men, Women & Children                 |                        |
| 2017 | Fist Fight                            | Richard Tyler          |
| 2018 | Death Wish                            | Detetive Kevin Raines  |
| 2019 | The Hustle                            | Portnoy                |

### Televisão
| Ano         | Título                                  | Papel                         | Notas                                        |
| ----------- | --------------------------------------- | ----------------------------- | -------------------------------------------- |
| 1987        | The Equalizer                           | Martin                        | Episódio: "Christmas Presence"               |
| 1989        | Beauty and the Beast                    | Biggs                         | Episódio: "A Kingdom by the Sea"             |
| 1992        | Homefront                               | Second coworker               | Episódio: "Take My Hand"                     |
| 1993–1994   | NYPD Blue                               | Father Jerry Downey           | 3 episódios                                  |
| 1994        | Married... with Children                | Rodent                        | Episódio: "Dud Bowl"                         |
| 1995        | The X Files                             | Marshal Tapia                 | Episódio: "F. Emasculata"                    |
| 1995        | Fallen Angels                           | Allen                         | Episódio: "Tomorrow I Die"                   |
| 1995        | The Marshal                             | Tyler Dumas                   | Episódio: "Kissing Cousins"                  |
| 1995–1996   | Murder One                              | Rusty Arnold                  | 3 episódios                                  |
| 1996        | Dark Skies                              | Clayton Lewis                 | Episódio: "We Shall Overcome"                |
| 1997        | The Pretender                           | Tommy Larson                  | 1 episódio                                   |
| 1997        | Nash Bridges                            | William Robard                | 1 episódio                                   |
| 1998        | V.I.P.                                  | Jackson Lasarr                | Episódio: "Beats Working at a Hot Dog Stand" |
| 1998        | ER                                      | Clark                         | Episódio: "They Treat Horses, Don't They?"   |
| 1998        | Walker, Texas Ranger                    | Deke Powell                   | Episódio: "War City"                         |
| 1999        | Millennium                              | Del Boxer                     | Episódio: "Seven and One"                    |
| 1999        | Pensacola: Wings of Gold                | Spider Colonel Laweson        | 3 episódio                                   |
| 1999        | The Practice                            | Detective                     | Episódio: "Free Dental"                      |
| 1999        | Charmed                                 | Dr. Stone                     | Episódio: "They're Everywhere"               |
| 1999        | Nash Bridges                            | Frank Maddigan                | 1 episódio                                   |
| 2000        | The Pretender                           | Sheriff Whalen                | 1 episódio                                   |
| 2001        | Boston Public                           | Matthew Gordon                | Episódio: "Chapter Sixteen"                  |
| 2001        | Six Feet Under                          | Det. Shea                     | Episódio: "Familia"                          |
| 2001        | The District                            | Charles N. Burke              | Episódio: "Bulldog's Ghost"                  |
| 2002        | Philly                                  | Det. Duff                     | Episódio: "Mojo Rising"                      |
| 2002–2004   | American Dreams                         | Frank Moran                   | 2 episódios                                  |
| 2003        | 24                                      | General Bowen                 | 2 episódios                                  |
| 2003        | Tremors: The Series                     | W. D. Twitchell               | 10 episódios                                 |
| 2003        | Dragnet                                 | Leon Tate                     | Episódio: "Slice of Life"                    |
| 2004        | CSI: Crime Scene Investigation          | Bob Durham, Jr.               | 2 episódios                                  |
| 2004        | NCIS                                    | Gunnery Sergeant Vestman      | Episódio: "My Other Left Foot"               |
| 2004        | Crossing Jordan                         | Liam Moore                    | Episódio: "Dead in the Water"                |
| 2004        | Medical Investigation                   | David Weiner                  | Episódio: "Team"                             |
| 2004        | Boston Legal                            | Byron Kaneb                   | Episódio: "Catch and Release"                |
| 2004        | LAX                                     | Danny                         | Episódio: "Secret Santa"                     |
| 2005        | Without a Trace                         | Officer Tim Orley             | Episódio: "Penitence"                        |
| 2005        | Medium                                  | Det. Rickey                   | 2 episódios                                  |
| 2005        | Over There                              | Mr. Parker                    | Episódio: "Situation Normal"                 |
| 2005        | The West Wing                           | Steve Hodder                  | 2 episódios                                  |
| 2005        | Las Vegas                               | Ray Brennan                   | Episódio: "Everything Old Is You Again"      |
| 2006        | Cold Case                               | Wayne Nelson                  | Episódio: "Death Penalty: Final Appeal"      |
| 2006        | Windfall                                | Damien's father               | 4 episódios                                  |
| 2006        | Just Legal                              | Judge                         | Episódio: "The Code"                         |
| 2006        | Nip/Tuck                                | Mark Noble                    | Episódio: "Shari Noble"                      |
| 2006        | Justice                                 | Jack Clark                    | Episódio: "Crucified"                        |
| 2007        | Grey's Anatomy                          | Vince                         | 2 episódios                                  |
| 2007        | The Unit                                | Supervisor Marsh              | 2 episódios                                  |
| 2008        | Saving Grace                            | Ross Ford                     | Episódio: "Have a Seat, Earl"                |
| 2008        | Terminator: The Sarah Connor Chronicles | Nelson                        | 2 episódios                                  |
| 2008        | Bones                                   | Don Timmons                   | Episódio: "The Finger in the Nest"           |
| 2008–2013   | Breaking Bad                            | Hank Schrader                 | 60 episódios                                 |
| 2009        | Lost                                    | Howard Grey                   | Episódio: "Some Like It Hoth"                |
| 2009        | True Blood                              | Leon                          | Episódio: "Shake and Fingerpot"              |
| 2009        | The Cleaner                             | Mr. Fisher                    | Episódio: "Path of Least Resistance"         |
| 2010        | Criminal Minds                          | Det. John Barton              | Episódio: "...A Thousand Words"              |
| 2010        | The Glades                              | Michael Nelson                | Episódio: "Doppelganger"                     |
| 2010        | Lie to Me                               | Dawkins                       | Episódio: "Darkness and Light"               |
| 2010        | Dark Blue                               | Cahill                        | Episódio: "Jane Wayne"                       |
| 2010        | Chase                                   | Sheriff Keagan                | Episódio: "The Posse"                        |
| 2010        | The Good Guys                           | Pike                          | Episódio: "Cop Killer"                       |
| 2010        | The Whole Truth                         | Mike Taylor                   | Episódio: "Cold Case"                        |
| 2010        | Medium                                  | Paul Scanlon                  | 2 episódios                                  |
| 2011        | Fairly Legal                            | Coach Gardner                 | Episódio: "Benched"                          |
| 2011        | The Defenders                           | Donnie Barrett                | Episódio: "Nevada v. Donnie the Numbers Guy" |
| 2011        | Off the Map                             | Morris Cooper                 | Episódio: "It's a Leaf"                      |
| 2011        | Law & Order: LA                         | Bob Kentner                   | Episódio: "Westwood"                         |
| 2011        | CSI: NY                                 | Lt. Mitchell Adler            | Episódio: "Officer Involved"                 |
| 2011        | Castle                                  | Capt. John Davis              | Episódio: "Cops & Robbers"                   |
| 2011        | The Mentalist                           | Sgt. Don Henderson            | Episódio: "Pink Tops"                        |
| 2011        | CSI: Crime Scene Investigation          | Phil Baker                    | 2 episódios                                  |
| 2012        | Body of Proof                           | Special Agent Brendan Johnson | 2 episódios                                  |
| 2012        | Eagleheart                              | Deke                          | Episódio: "Blues"                            |
| 2012        | Key & Peele                             | Mexican drug cartel leader    | Episódio: "Manly Tears"                      |
| 2013        | Whitney                                 | Wayne Miller                  | Episódio: "Nesting"                          |
| 2013 – 2015 | Under the Dome                          | James "Big Jim" Rennie        |                                              |
| 2017        | The Big Bang Theory                     | Military Coronel              | Episódio: "The Tesla Recoil"                 |

## Prêmios e indicações
| Ano  | Prêmio                    | Categoria                                       | Título       | Resultado |
| ---- | ------------------------- | ----------------------------------------------- | ------------ | --------- |
| 2011 | Saturn Award              | Melhor Ator Coadjuvante na Televisão            | Breaking Bad | Indicado  |
| 2012 | Screen Actors Guild Award | Melhor Performance de Elenco em Série Dramática | Breaking Bad | Indicado  |
| 2013 | Screen Actors Guild Award | Melhor Performance de Elenco em Série Dramática | Breaking Bad | Indicado  |
| 2014 | Screen Actors Guild Award | Melhor Performance de Elenco em Série Dramática | Breaking Bad | Venceu    |